# Ковила українська (срібна монета)
«Кови́ла украї́нська» — срібна пам'ятна монета номіналом десять гривень, випущена Національним банком України. Присвячена ковилі українській (Stipa ucrainica) — своєрідному символу української степової флори. Вид зростає в Північному Причорномор'ї, Приазов'ї, на Донбасі, Середньоруській височині, в Передкавказзі, у Нижньодонському і Волзько-Донському районах та в Північному Криму. Ковилу українську включено до Червоної книги України.
Монету введено в обіг 29 червня 2010 року. Вона належить до серії «Флора і фауна».

## Опис монети та характеристики
| Номінал грн. | Метал            | Маса, грам   | Діаметр, мм. | Якість виготовлення | Гурт     | Тираж, штук |
| ------------ | ---------------- | ------------ | ------------ | ------------------- | -------- | ----------- |
| 10           | срібло 925 проби | 31,1 / 33,62 | 38,61        | пруф                | рифлений | 8 000       |

### Аверс
На аверсі монети в обрамленні вінка, утвореного із зображень окремих видів флори і фауни, розміщено малий Державний Герб України та написи: на монеті зі срібла — «НАЦІОНАЛЬНИЙ»/ «БАНК»/ «УКРАЇНИ»/ «10»/ «ГРИВЕНЬ»/ «2010», а також позначення металу та його проби — Ag 925, маса в чистоті — 31,1, логотип Монетного двору Національного банку України.

### Реверс
На реверсі монет зображено ковилу півколом розміщено написи: «КОВИЛА УКРАЇНСЬКА» (угорі) та «STIPA UCRAINICA» (унизу).

## Автори

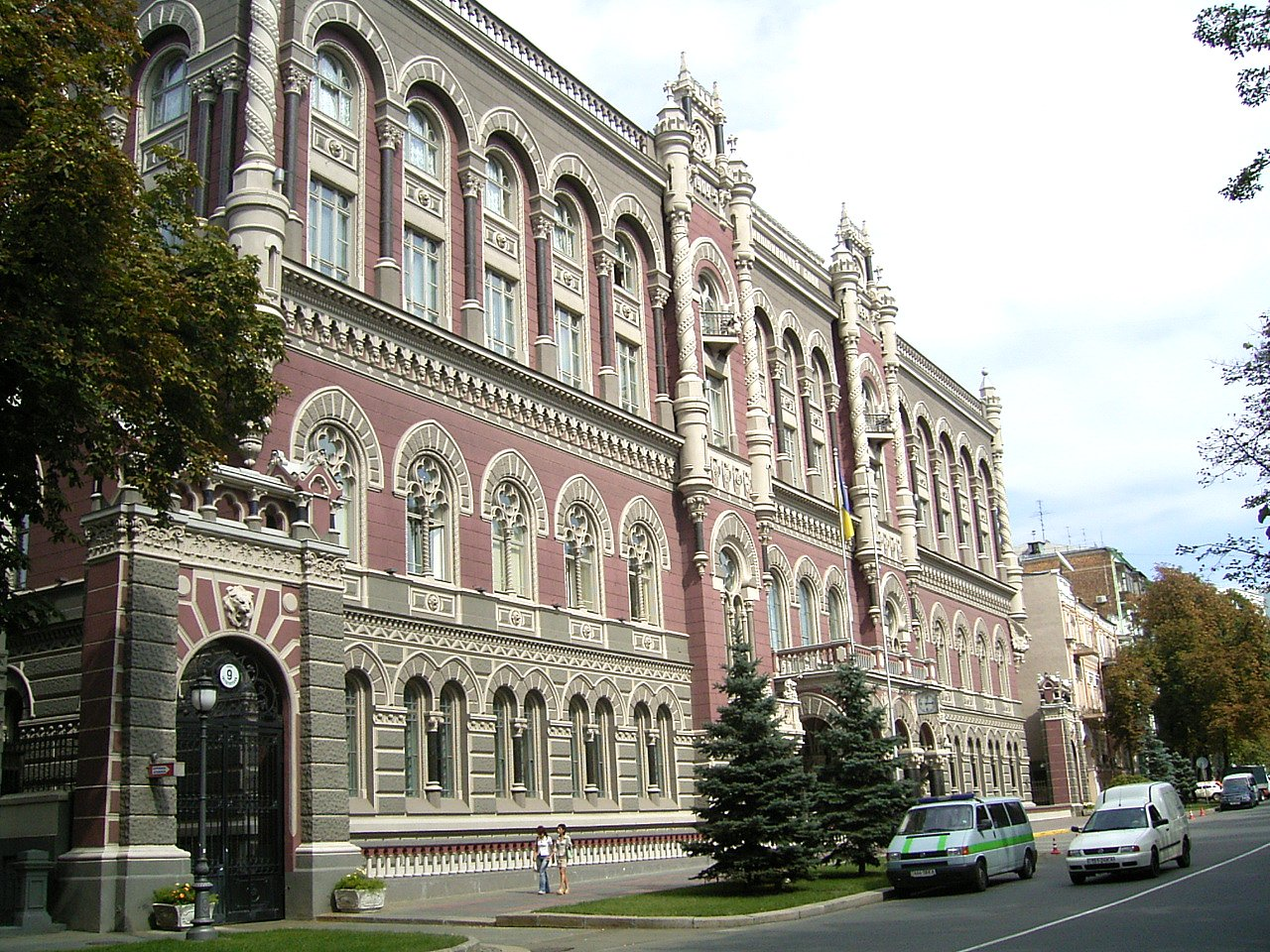
Будівля Національного банку України

- Художник — Дем'яненко Володимир.
- Скульптор — Дем'яненко Володимир.

## Вартість монети
Ціна монети — 575 гривень була вказана на сайті НБУ в 2013 році.
Фактична приблизна вартість монети з роками змінювалася так:
| Рік        | 2011 | 2012 | 2013 | 2014 | 2015 | 2016 | 2017  | 2018 | 2019 | 2020 | 2021  | 2022  | 2023  | 2024  | 2025  |
| ---------- | ---- | ---- | ---- | ---- | ---- | ---- | ----- | ---- | ---- | ---- | ----- | ----- | ----- | ----- | ----- |
| Ціна, грн. | 450  | 550  | 500  | 440  | 680  | 780  | 1 050 | 790  | 710  | 710  | 1 300 | 1 600 | 1 760 | 2 600 | 3 000 |